# Tour de France 1998
85. Tour de France rozpoczął się 11 lipca w Dublinie, a zakończył się 2 sierpnia w Paryżu. Wielka Pętla po raz pierwszy w historii rozpoczęła się w Irlandii. Wyścig składał się z prologu i 21 etapów, w tym: 12 etapów płaskich, 2 etapów górzystych, 5 etapów górskich i 3 etapów jazdy indywidualnej na czas. Cała trasa liczyła 3877 km.

## Klasyfikacje
Klasyfikację generalną wygrał Włoch Marco Pantani, wyprzedzając Niemca Jana Ullricha i Amerykanina Bobby’ego Julicha. Ullrich wygrał też klasyfikację młodzieżową, jego rodak - Erik Zabel wygrał klasyfikację punktową, a Francuz Christophe Rinero wygrał klasyfikację górską. Najaktywniejszym kolarzem został kolejny Francuz, Jacky Durand. W klasyfikacji drużynowej najlepsza była francuska drużyna Cofidis.

## Doping
Tour de France 1998 był także nazywany Tour de Dopage (wyścig dopingu) w związku z aferami dopingowymi. Skandal wybuchł 8 lipca 1998 roku, gdy francuska policja aresztowała asystenta ds. żywieniowych drużyny Festina, Willy’ego Voeta, za posiadanie dużych ilości nielegalnych recept na narkotyki, erytropoetynę (EPO), hormon wzrostu, testosteron i amfetaminę.
Dwa tygodnie po aresztowaniu Voeta, 23 lipca 1998 roku, francuska policja przeprowadziła niezapowiedziane kontrole w pokojach hotelowych i autobusach zespołów i kolarzy. Środki dopingujące znaleziono w samochodach holenderskiej ekipy TVM. Następne etapy były zagrożone. Zaraz po tym jak wiadomość o akcji policji rozeszła się wśród zawodników w trakcie siedemnastego etapu wyścigu, zorganizowali oni siedzący protest i odmówili kontynuowania wyścigu. Po negocjacjach prowadzonych przez Jeana-Marie Leblanca, dyrektora Tour de France, policja zgodziła się ograniczyć najcięższe praktyki, dzięki czemu zawodnicy zgodzili się kontynuować wyścig. Wielu zawodników zostało wykluczonych, a ekipy ONCE, Riso Scotti i Banesto wycofały się. Pozostali kolarze ukończyli etap jadąc powoli, bez numerów startowych, a wyniki zostały anulowane.
Wśród kolarzy przyłapanych na dopingu znaleźli się między innymi zwycięzca Marco Pantani, drugi w klasyfikacji Jan Ullrich, a także Andrea Tafi, Erik Zabel, Bo Hamburger, Laurent Jalabert, Marcos Serrano, Jens Heppner, Jeroen Blijlevens, Nicola Minali, Mario Cipollini, Fabio Sacchi, Eddy Mazzoleni, Jacky Durand, Abraham Olano, Laurent Desbiens, Manuel Beltran, i Kevin Livingston. Trzeci w klasyfikacji generalnej Julich przyznał się do stosowania dopingu podczas tej edycji Touru w 2012 roku.

## Drużyny
W tej edycji TdF wzięło udział 21 drużyn:
| - Team Telekom - Festina-Lotus - Mercatone Uno-Bianchi - Mapei-Bricobi - ONCE - Rabobank - Casino-Ag2r | - Banesto - GAN - Lotto-Mobistar - TVM-Farm Frites - Saeco Macchine per Caffè - Française des Jeux - Team Polti | - Kelme-Costa Blanca - US Postal - Cofidis - Asics-CGA - Vitalicio Seguros - Riso Scotti-MG Maglificio - BigMat-Auber 93 |

## Etapy
| P  | 11 lipca   | Dublin                           | ITT 5,6 km    | Chris Boardman    |               |               |               |
| 1  | 12 lipca   | Dublin                           | 180,5 km      | Tom Steels        |               |               |               |
| 2  | 13 lipca   | Enniscorthy – Cork               | 205,5 km      | Ján Svorada       |               |               |               |
| 3  | 14 lipca   | Roscoff – Lorient                | 169,0 km      | Jens Heppner      |               |               |               |
| 4  | 15 lipca   | Plouay – Cholet                  | 252,0 km      | Jeroen Blijlevens |               |               |               |
| 5  | 16 lipca   | Cholet – Châteauroux             | 228,5 km      | Mario Cipollini   |               |               |               |
| 6  | 17 lipca   | La Châtre – Brive-la-Gaillarde   | 204,5 km      | Mario Cipollini   |               |               |               |
| 7  | 18 lipca   | Meyrignac-l’Église – Corrèze     | ITT 58,0 km   | Jan Ullrich       |               |               |               |
| 8  | 19 lipca   | Brive-la-Gaillarde – Montauban   | 190,5 km      | Jacky Durand      |               |               |               |
| 9  | 20 lipca   | Montauban – Pau                  | 210,0 km      | Léon van Bon      |               |               |               |
| 10 | 21 lipca   | Pau – Luchon                     | 196,5 km      | Rodolfo Massi     |               |               |               |
| 11 | 22 lipca   | Luchon – Plateau de Beille       | 170,0 km      | Marco Pantani     |               |               |               |
|    | 23 lipca   | Dzień przerwy                    | Dzień przerwy | Dzień przerwy     | Dzień przerwy | Dzień przerwy | Dzień przerwy |
| 12 | 24 lipca   | Tarascon-sur-Ariège – Cap d'Agde | 222,0 km      | Tom Steels        |               |               |               |
| 13 | 25 lipca   | Frontignan – Carpentras          | 196,0 km      | Daniele Nardello  |               |               |               |
| 14 | 26 lipca   | Valréas – Grenoble               | 186,5 km      | Stuart O’Grady    |               |               |               |
| 15 | 27 lipca   | Grenoble – Les Deux Alpes        | 189,0 km      | Marco Pantani     |               |               |               |
| 16 | 28 lipca   | Vizille – Albertville            | 204,0 km      | Jan Ullrich       |               |               |               |
| 17 | 29 lipca   | Albertville – Aix-les-Bains      | 149,0 km      | brak              |               |               |               |
| 18 | 30 lipca   | Aix-les-Bains – Neuchâtel        | 218,5 km      | Tom Steels        |               |               |               |
| 19 | 31 lipca   | La Chaux-de-Fonds – Autun        | 242,0 km      | Magnus Bäckstedt  |               |               |               |
| 20 | 1 sierpnia | Montceau-les-Mines – Le Creusot  | ITT 52,0 km   | Jan Ullrich       |               |               |               |
| 21 | 2 sierpnia | Melun – Paryż (Champs-Élysées)   | 147,5 km      | Tom Steels        |               |               |               |

## Liderzy klasyfikacji po etapach
| Etap                 | Zwycięzca            | Klasyfikacja generalna | Klasyfikacja górska | Klasyfikacja punktowa | Klasyfikacja młodzieżowa | Klasyfikacja drużynowa |
| -------------------- | -------------------- | ---------------------- | ------------------- | --------------------- | ------------------------ | ---------------------- |
| P                    | Chris Boardman       | Chris Boardman         | N/A                 | Chris Boardman        | Jan Ullrich              | Festina                |
| 1                    | Tom Steels           | Chris Boardman         | Stefano Zanini      | Tom Steels            | Jan Ullrich              | Festina                |
| 2                    | Ján Svorada          | Erik Zabel             | Stefano Zanini      | Tom Steels            | Jan Ullrich              | Festina                |
| 3                    | Jens Heppner         | Bo Hamburger           | Pascal Hervé        | Ján Svorada           | George Hincapie          | Casino-Ag2r            |
| 4                    | Jeroen Blijlevens    | Stuart O’Grady         | Pascal Hervé        | Ján Svorada           | Stuart O’Grady           | Casino-Ag2r            |
| 5                    | Mario Cipollini      | Stuart O’Grady         | Pascal Hervé        | Erik Zabel            | Stuart O’Grady           | Casino-Ag2r            |
| 6                    | Mario Cipollini      | Stuart O’Grady         | Pascal Hervé        | Erik Zabel            | Stuart O’Grady           | Casino-Ag2r            |
| 7                    | Jan Ullrich          | Jan Ullrich            | Stefano Zanini      | Erik Zabel            | Jan Ullrich              | Team Telekom           |
| 8                    | Jacky Durand         | Laurent Desbiens       | Stefano Zanini      | Erik Zabel            | Jan Ullrich              | Cofidis                |
| 9                    | Léon van Bon         | Laurent Desbiens       | Jens Voigt          | Erik Zabel            | Jan Ullrich              | Cofidis                |
| 10                   | Rodolfo Massi        | Jan Ullrich            | Rodolfo Massi       | Erik Zabel            | Jan Ullrich              | Cofidis                |
| 11                   | Marco Pantani        | Jan Ullrich            | Rodolfo Massi       | Erik Zabel            | Jan Ullrich              | Cofidis                |
| 12                   | Tom Steels           | Jan Ullrich            | Rodolfo Massi       | Erik Zabel            | Jan Ullrich              | Cofidis                |
| 13                   | Daniele Nardello     | Jan Ullrich            | Rodolfo Massi       | Erik Zabel            | Jan Ullrich              | Cofidis                |
| 14                   | Stuart O’Grady       | Jan Ullrich            | Rodolfo Massi       | Erik Zabel            | Jan Ullrich              | Cofidis                |
| 15                   | Marco Pantani        | Marco Pantani          | Rodolfo Massi       | Erik Zabel            | Jan Ullrich              | Cofidis                |
| 16                   | Jan Ullrich          | Marco Pantani          | Rodolfo Massi       | Erik Zabel            | Jan Ullrich              | Cofidis                |
| 17                   | –                    | Marco Pantani          | Christophe Rinero   | Erik Zabel            | Jan Ullrich              | Cofidis                |
| 18                   | Tom Steels           | Marco Pantani          | Christophe Rinero   | Erik Zabel            | Jan Ullrich              | Cofidis                |
| 19                   | Magnus Bäckstedt     | Marco Pantani          | Christophe Rinero   | Erik Zabel            | Jan Ullrich              | Cofidis                |
| 20                   | Jan Ullrich          | Marco Pantani          | Christophe Rinero   | Erik Zabel            | Jan Ullrich              | Cofidis                |
| 21                   | Tom Steels           | Marco Pantani          | Christophe Rinero   | Erik Zabel            | Jan Ullrich              | Cofidis                |
| Klasyfikacja końcowa | Klasyfikacja końcowa | Marco Pantani          | Christophe Rinero   | Erik Zabel            | Jan Ullrich              | Cofidis                |

## Klasyfikacje końcowe

### Klasyfikacja generalna
| Pozycja | Zawodnik           | Drużyna   | Czas         |
| ------- | ------------------ | --------- | ------------ |
| 1.      | Marco Pantani      | Mercatone | 92 h 49' 46" |
| 2.      | Jan Ullrich        | Telekom   | +3' 21"      |
| 3.      | Bobby Julich       | Cofidis   | +4' 08"      |
| 4.      | Christophe Rinero  | Cofidis   | +9' 16"      |
| 5.      | Michael Boogerd    | Rabobank  | +11' 26"     |
| 6.      | Jean-Cyril Robin   | US Postal | +14' 57"     |
| 7.      | Roland Meier       | Cofidis   | +15' 13"     |
| 8.      | Daniele Nardello   | Mapei     | +16' 07"     |
| 9.      | Giuseppe Di Grande | Mapei     | +17' 35"     |
| 10.     | Axel Merckx        | Polti     | +17' 39"     |

### Klasyfikacja punktowa
| Pozycja | Zawodnik        | Drużyna   | Punkty |
| ------- | --------------- | --------- | ------ |
| 1.      | Erik Zabel      | Telekom   | 327    |
| 2.      | Stuart O’Grady  | GAN       | 230    |
| 3.      | Tom Steels      | Mapei     | 221    |
| 4.      | Robbie McEwen   | Rabobank  | 196    |
| 5.      | George Hincapie | US Postal | 151    |

### Klasyfikacja górska
| Pozycja | Zawodnik          | Drużyna   | Punkty |
| ------- | ----------------- | --------- | ------ |
| 1.      | Christophe Rinero | Cofidis   | 200    |
| 2.      | Marco Pantani     | Mercatone | 175    |
| 3.      | Alberto Elli      | Casino    | 165    |
| 4.      | Cédric Vasseur    | GAN       | 156    |
| 5.      | Stéphane Heulot   | FDJ       | 152    |

### Klasyfikacja młodzieżowa
| Pozycja | Zawodnik           | Drużyna | Czas         |
| ------- | ------------------ | ------- | ------------ |
| 1.      | Jan Ullrich        | Telekom | 92 h 53' 07" |
| 2.      | Christophe Rinero  | Cofidis | +5' 55"      |
| 3.      | Giuseppe Di Grande | Mapei   | +14' 14"     |
| 4.      | Kevin Livingston   | Cofidis | +30' 42"     |
| 5.      | Jörg Jaksche       | Polti   | +32' 20"     |

### Klasyfikacja drużynowa
| Pozycja | Drużyna        | Czas          |
| ------- | -------------- | ------------- |
| 1.      | Cofidis        | 278 h 29' 58" |
| 2.      | Casino-Ag2r    | +29' 09"      |
| 3.      | US Postal      | +41' 40"      |
| 4.      | Telekom        | +46' 01"      |
| 5.      | Lotto-Mobistar | +1 h 04' 14"  |